# 흉고직경

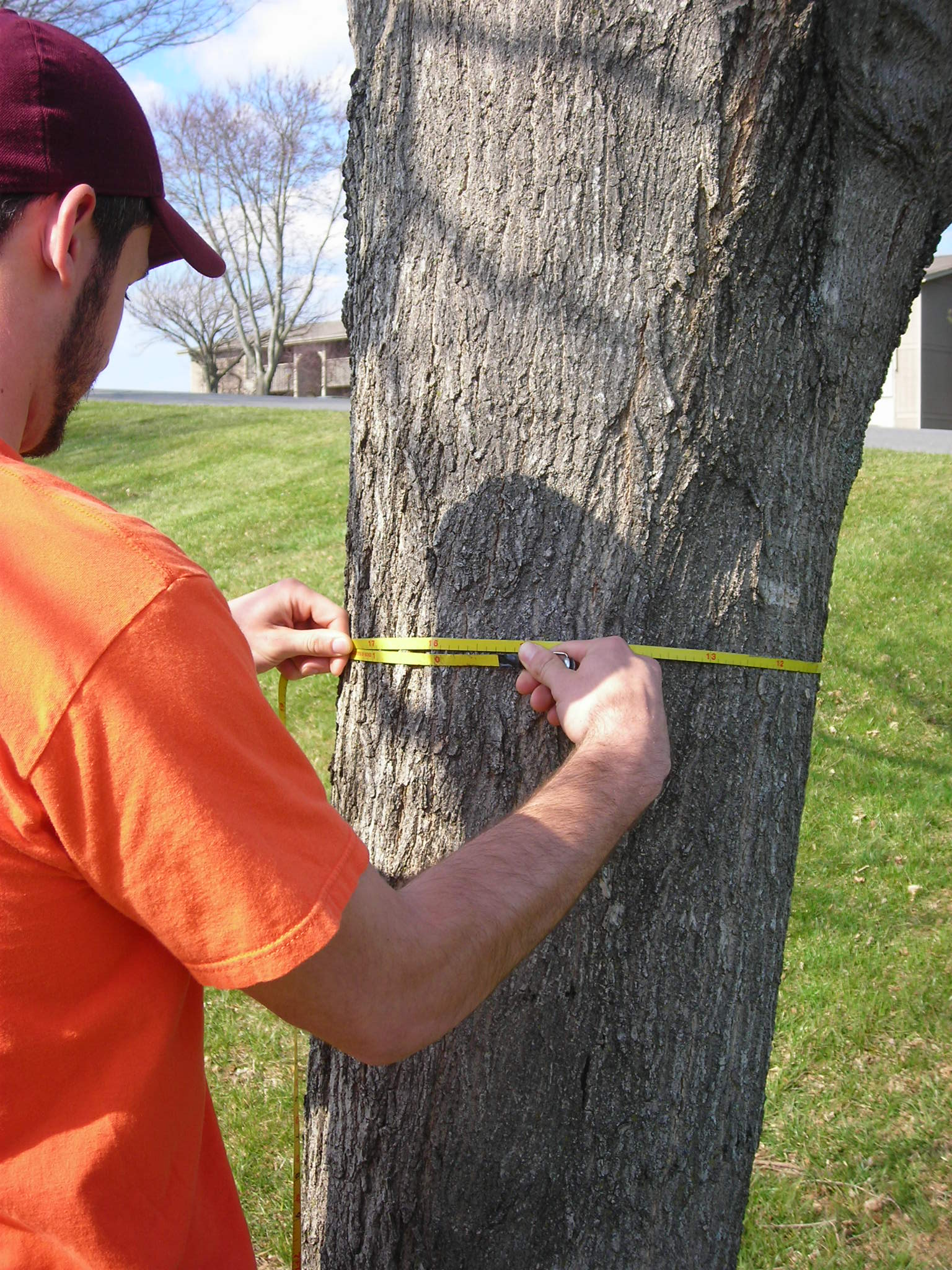
나무 둘레를 측정하고 가슴 높이에서 지름을 표시할 때, 지름의 판독값을 왜곡하지 않게 직경테이프가 완벽히 수평이 되도록 하고 꼬이지 않도록 한다.

흉고직경 또는 가슴높이둘레 (胸高直徑. Diameter at breast height, DBH)는 입목의 줄기 둘레를 나타내는 표준법이다. DBH는 가장 일반적인 측수식 측정 중 하나이다.

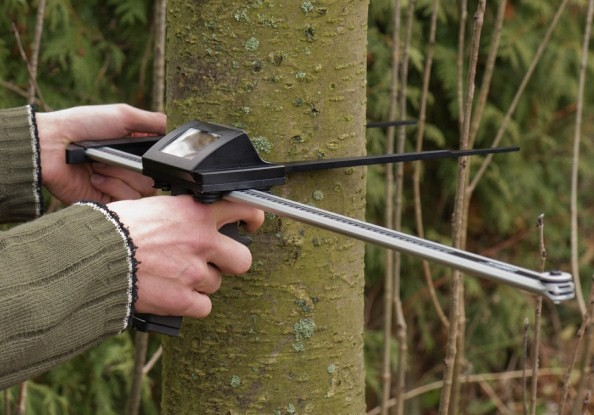
전자식 윤척은 가슴 높이에서 둘레를 재 측정한 데이터를 블루투스를 통해 러그드 컴퓨터로 전송할 수 있다.

나무줄기는 각 국가와 상황에 따라 다르게 정의되는 성인의 가슴높이에 맞추어 측정된다. 서양의 많은 나라에서는 지면에서 대략 1.3 m (4.3 ft)를 기준으로 한다. 대한민국에서는 지면에서 1.2m 높이가 기준이다.

## 측정 기준
높이는 측정 둘레에 상당한 변화를 가져올 수 있다.
미국에서는 흉고직경이 대개 지면 위 4.5 ft (1.37 m)으로 맞추어져 있다.
오스트레일리아, 뉴질랜드, 미얀마, 인도, 말레이시아, 남아프리카공화국 등 몇몇 나라에서는 흉고직경이 역사에 따라 1.4 m (4 ft 7 in) 높이로 책정되어 있으나, 나무와 숲에 적용되는 동종요법에 대한 활발한 연구가 진행되고 있기 때문에 1.3 m (4.3 ft)에 맞춘 협약이 더 적절하다.
혹자는 둘레가 측정되는 높이가 지나치게 가변적이고 부정확하며, 이런 부정확한 측정이 생물량 등의 임학 계산에 큰 영향을 미칠 수 있기 때문에 흉고직경이라는 용어를 폐지해야 한다고 주장한 적이 있다. 대안으로 2000년 브로코 및 톰슨의 논문이 제시되는데, 이에 따르면 계산식 Dx에서 x는 바닥에서 (그리고 줄기를 따라) 그 둘레가 측정된 정확한 높이를 나타낸다.(예를 들어 D130는 줄기를 따라 지면 위 130cm 지점에서 측정된 둘레이다.).
경사면에서 '지면 위' 참고점은 대개 바닥의 가장 높은 지점이 나무줄기에 닿는 것으로 간주되지만, 일부는 지면의 고점과 저점 사이의 평균을 사용하기도 한다. 흉고직경 지점이 나무줄기의 돌출부에 해당하는 경우, 둘레가 가장 작은 지점에서 돌출부 아래의 둘레를 재는 것이 관례이다. 둘레를 측정하는 정확한 장소를 결정하기 위한 다른 모호한 설정은 다다우-게버즈 & 코에담의 2006년 연구논문에 나와 있다.

## 도구

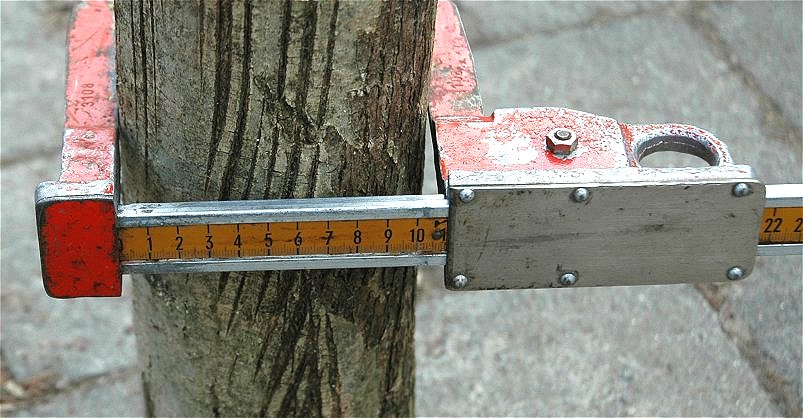
윤척

DBH를 측정하는 데 가장 일반적으로 사용되는 두 가지 도구는 직경테이프와 윤척이다.
흉고직경은 줄기 둘레, 나무 높이, 재적 사이의 상대 성장 상관관계를 활용해 단일 그루 또는 임분에서 재적량을 추정하는 데 사용된다. 둘레의 증가가 나무생장의 유일한 '지속적 비가역 특징'이라는 점에서 나이 든 나무의 나이를 추정하는 데에도 사용할 수 있다.

## 같이 보기
- 수관